# 鼋汁狗肉
鼋汁狗肉又稱沛縣狗肉，是中華人民共和國江苏省徐州市沛县的一種小吃，做法即以鼋汤烹煮狗肉。據說沛縣狗肉與西漢初年的樊噲有關。